# San Francisco, Ocampo
San Francisco är en ort i Mexiko.   Den ligger i kommunen Ocampo och delstaten Guanajuato, i den centrala delen av landet, 400 km nordväst om huvudstaden Mexico City. San Francisco ligger 2 209 meter över havet och antalet invånare är 135.
Terrängen runt San Francisco är en högslätt. Runt San Francisco är det ganska glesbefolkat, med 31 invånare per kvadratkilometer. Närmaste större samhälle är Ojuelos de Jalisco, 13,5 km nordväst om San Francisco. Trakten runt San Francisco består till största delen av jordbruksmark.